# Shape (Zeitschrift)
Shape (von englisch to keep in shape ‚sich fit halten‘) ist eine international verbreitete Fitness-Zeitschrift für Frauen der Meredith Corporation. Die deutsche Ausgabe erschien bei Ocean Global. Die zuletzt gemeldete Auflage lag im vierten Quartal 2022 bei  100.755 Exemplaren.
Die Zeitschrift wurde erstmals 1981 von Weider Publications veröffentlicht, das 2002 von American Media übernommen wurde. Im Januar 2015 wurde die Zeitschrift an die Meredith Corporation weiterverkauft.
Die deutsche Ausgabe wurde ab dem 29. Oktober 1998 monatlich von der Marquard Media Gruppe herausgegeben. Im Mai 2012 wurde sie an die Bauer Media Group verkauft. Ab September 2019 wurde Shape zusammen mit Closer, InTouch und Joy von einer von Angela Meier-Jakobsen geleiteten Gemeinschaftsredaktion in Hamburg produziert. Zuvor befand sich der Redaktionssitz in München. Seit Januar 2020 erscheint die deutsche Ausgabe zehnmal jährlich beim Kieler Verlag Ocean Global, der dafür eine Lizenz von der Bauer Media Group erwarb.
Im Januar 2019 startete Shape zusammen mit Sophia Thiel das Sophia Thiel Magazin. Die für Mai 2019 geplante zweite Ausgabe der Zeitschrift wurde nicht veröffentlicht, nachdem sich Thiel aus persönlichen Gründen vorläufig aus den sozialen Medien zurückgezogen hatte.
Die deutsche Ausgabe von Shape wurde zum Jahreswechsel 2022/23 eingestellt. Das im Dezember 2022 erschienene Januar Magazin 2023 war das letzte.